# Aleksandr Opekuixin
Aleksandr Mikhailovitx Opekuixin (en rus, Александр Михайлович Опекушин) va ser un escultor rus, nascut el 28 de novembre de 1838 i mort el 4 de març de 1923.

## Biografia
Comença la seva preparació artística a Sant Petersburg, on el 1850 comença a estudiar a l'escola de dibuix de la Societat per al Foment de les Arts. Ja en aquest període es manifesta com un futur escultor. Va obtenir la seva titulació en dos anys el 1852 i va rebre classes pràctiques al taller del famós mestre de l'escultura de Sant Petersburg, l'acadèmic David Jensen. Dirigit per Jensen, Opekushin es converteix en un gran tècnic amb domini de l'escultura ornamental, dedicant-se a la decoració escultòrica de palaus i mansions de Sant Petersburg. Com a estudiant de l'acadèmic David Jensen durant els anys 1859-1862 va continuar els seus estudis a la classe d'escultura a l'Acadèmia Imperial de les Arts, dirigida per David Ivanovitx. El 1862 va ser un punt d'inflexió a la vida del jove escultor.
Entre els seus treballs es troben algunes de les escultures del monument Mil·lenari de Rússia en Nóvgorod (1862), el monument a Aleksandr Puixkin a Moscou (1880), el monument a Mikhaïl Lérmontov en Piatigorsk (1889), el monument a Alexandre II de Rússia a Moscou de 1898, (destruït el 1918, reconstruït el 2005), el monument a Alexandre III de Rússia a Moscou (1912, no va sobreviure).
L'asteroide (5055) Opekuixin descobert el 1986 va ser nomenat en memòria de l'escultor.

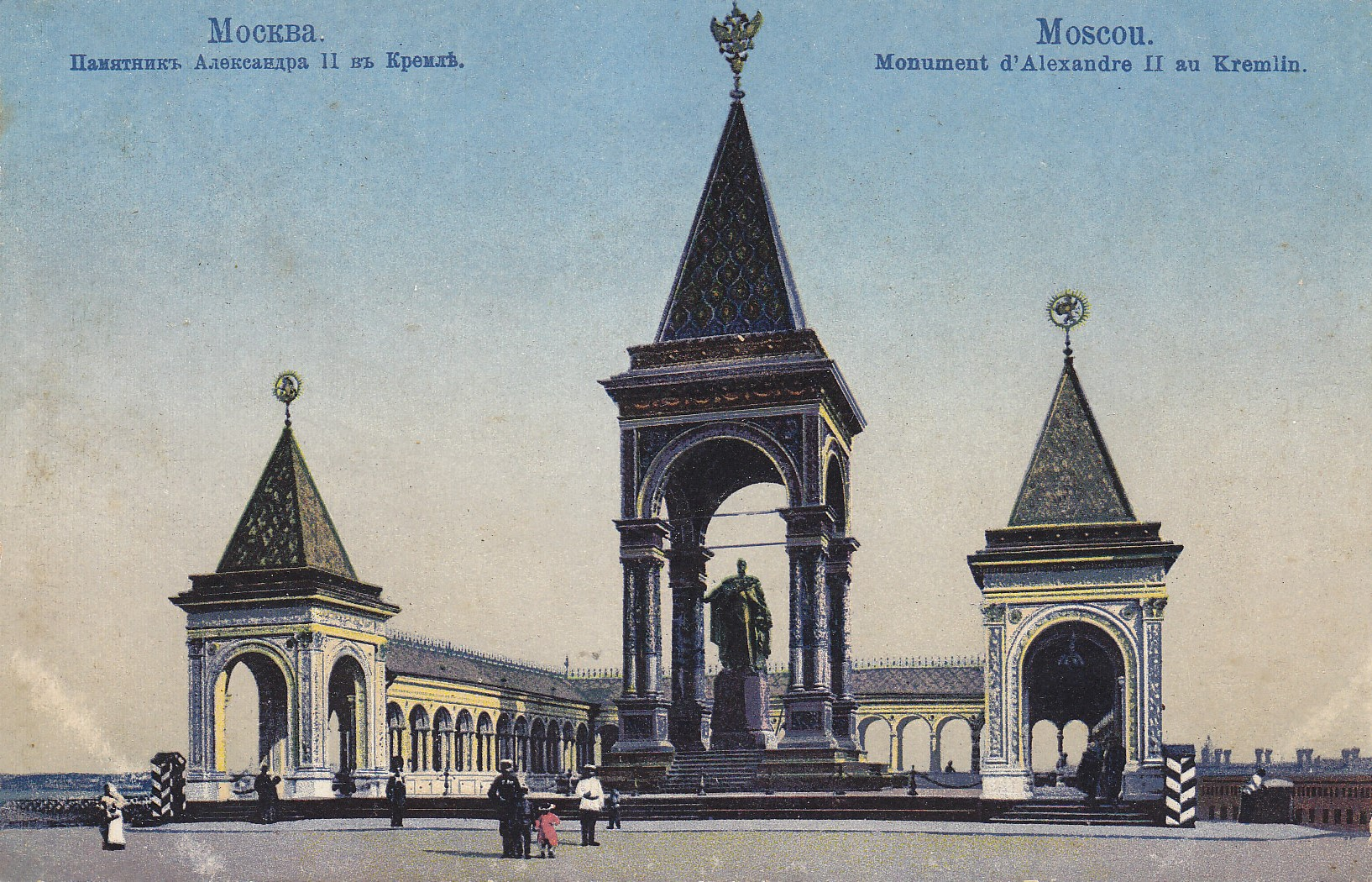
Antiga postal (1905) del Monument a Alexandre II de Rússia

.

## Obres

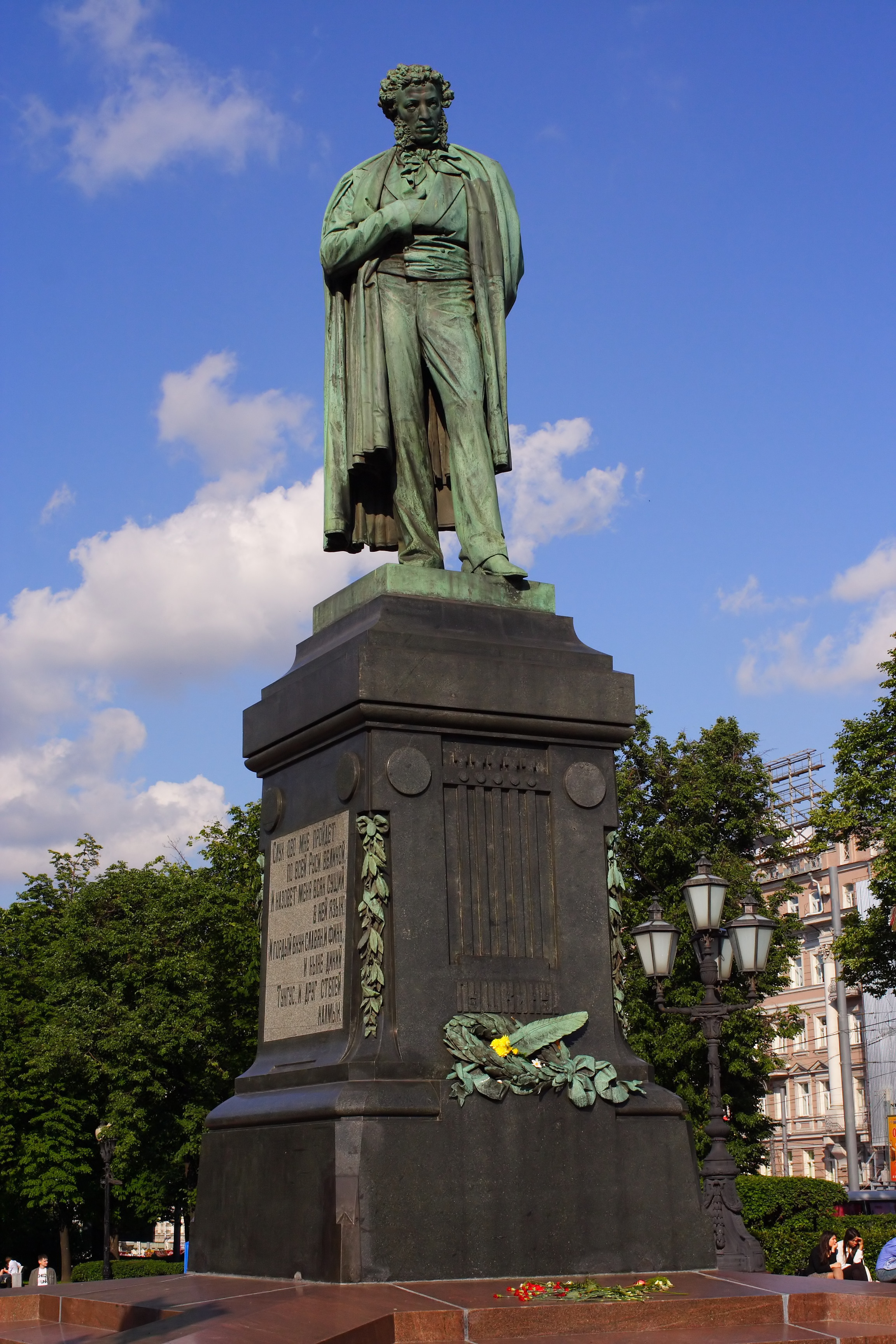
Monument a Pushkin a Moscou.
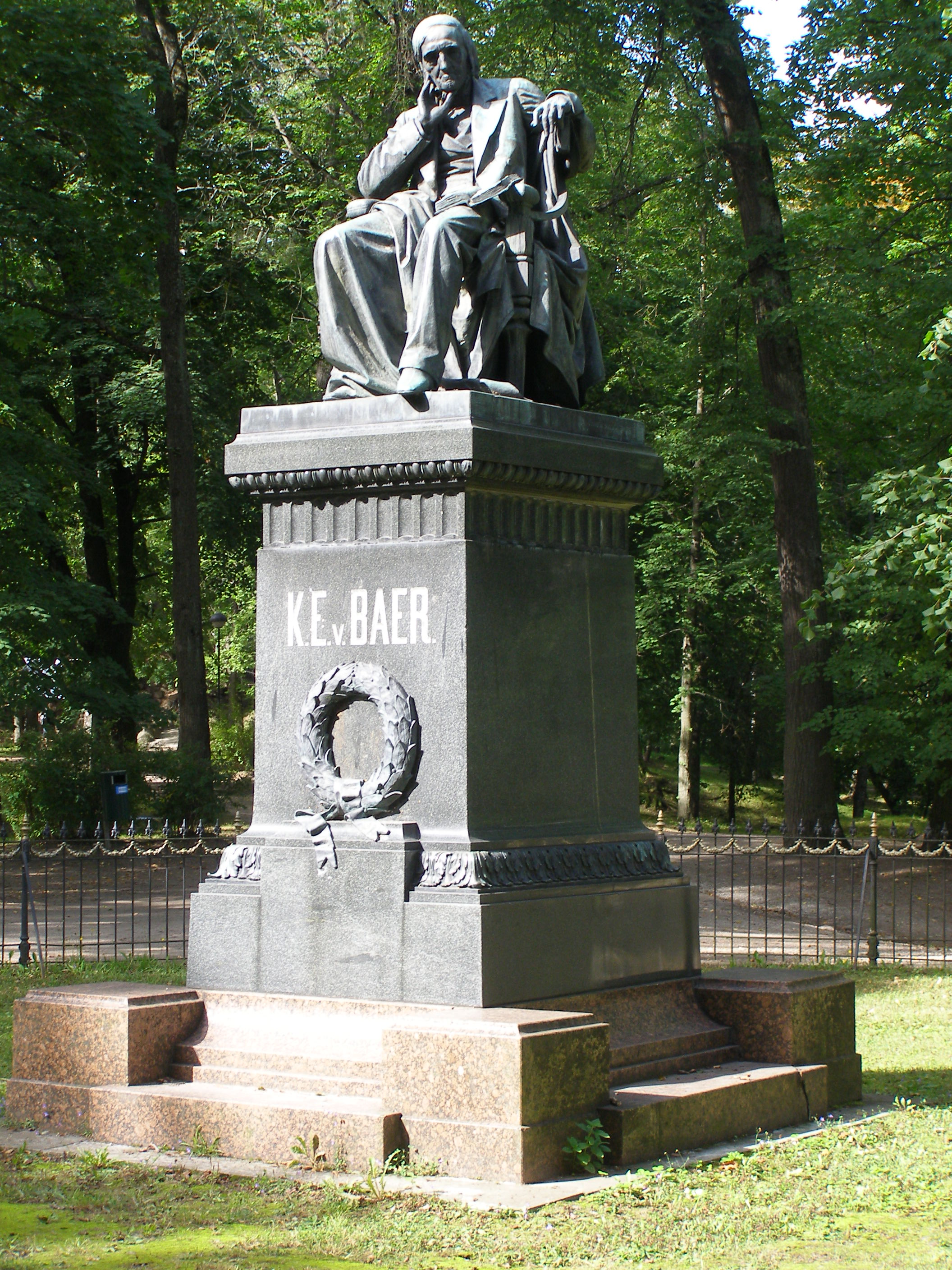
Estàtua a Karl Ernst von Baer.